# Waitress (musical)
Waitress és un musical amb música i lletres de Sara Bareilles i un llibret de Jessie Nelson. El musical es basa en la pel·lícula homònima del 2007, escrita per Adrienne Shelly. Narra la història de Jenna Hunterson, una pastissera i cambrera en una relació abusiva amb el seu marit Earl. Després que Jenna quedi embarassada inesperadament, comença una aventura amb el seu doctor, el doctor Jim Pomatter. A la recerca de formes de sortir dels seus problemes, veu un concurs de pastisseria de dolços i el gran premi com una oportunitat.
Després d'una prova al American Repertory Theater de Cambridge, Massachusetts, l'agost de 2015, Waitress es va estrenar al Brooks Atkinson Theatre de Broadway l'abril de 2016 amb la direcció de Diane Paulus i protagonitzada per Jessie Mueller com a Jenna. Una gira nacional dels Estats Units va tenir lloc des del 2017 fins al 2019. Del 2019 al 2020, el musical es va representar al Adelphi Theatre del West End de Londres.

## Rerefons
El musical es basa en la pel·lícula indie del 2007 Waitress. La pel·lícula es va produir amb un pressupost de només 1,5 milions de dòlars, amb més de 23 milions de dòlars en ingressos de taquilla global. La pel·lícula estava protagonitzada per Keri Russell, i va ser escrita i dirigida per Adrienne Shelly. La pel·lícula segueix Jenna, una cambrera i una cuinera que viu al sud dels Estats Units, que inesperadament queda embarassada i se sent atrapada en un matrimoni infeliç. A la recerca d'una sortida, veu un concurs de pastissos i el gran premi com la seva oportunitat.
Després dels Premis Tony del 2013, els productors Barry i Fran Weissler van anunciar que hi havia una versió musical de la pel·lícula en procés, amb Paula Vogel escrivint el llibre, Sara Bareilles escrivint la música i les lletres i la direcció de Diane Paulus. Els Weisslers van comprar els drets escènics a la pel·lícula poc després de la seva estrena el 2007. Paula Vogel es va retirar del projecte el gener de 2014. L'11 de desembre de 2014, el musical va ser oficialment confirmat, i va ser va anunciar que la mostra tindria la seva estrena mundial al American Repertory Theatre de Cambridge, Massachusetts, com a part de la seva temporada 2015-2016, amb Jessie Nelson ara escrivint el llibret. El mateix mes es va celebrar un taller a la ciutat de Nova York, on van participar Jessie Mueller, Keala Settle, Christopher Fitzgerald, Bryce Pinkham i Andy Karl, entre d'altres. Nelson, amb la benedicció del marit del difunt Adrienne Shelly, va utilitzar alguns dels guions inacabats de Shelly per ajudar a portar "la seva veu" al projecte.

## Produccions
| Producció                 | Lloc / Ubicació                                                           | Primera prèvia        | Nit d'estrena         | Nit de cloenda         | Notes |
| ------------------------- | ------------------------------------------------------------------------- | --------------------- | --------------------- | ---------------------- | --- |
| Cambridge, Massachusetts  | American Repertory Theatre                                                | 2 d'agost de 2015     | 19 d'agost de 2015    | 27 de setembre de 2015 | Producció de debut. |
| Broadway                  | Brooks Atkinson Theatre                                                   | 25 de març del 2016   | 24 d'abril de 2016    | 5 de gener de 2020     | |
| 1ª gira nacional (Equity) | Playhouse Square, Cleveland (Primer); Ed Mirvish Theatre, Toronto (Últim) | 17 d'octubre de 2017  | 20 d'octubre de 2017  | 18 d'agost de 2019     | |
| Manila, Filipines         | Carlos P. Romulo Auditorium, Makati City                                  | 9 de novembre de 2018 | 9 de novembre de 2018 | 2 de desembre de 2018  | Primera producció no rèplica. |
| Londres                   | Adelphi Theatre                                                           | 8 de febrer de 2019   | 8 de març del 2019    | 14 de març del 2020    | Primera producció de rèplica fora dels EUA. Inicialment s'havia de tancar el 4 de juliol de 2020, però es va tancar quatre mesos abans a causa de la pandèmia per coronavirus de 2019-2020. |
| Buenos Aires              | Teatro Metropolitan Sura                                                  | 17 d'abril de 2019    | 17 d'abril de 2019    | 4 d'agost de 2019      | Segona producció no rèplica, primera producció no en anglès. |

### Cambridge, Massachusetts (2015)
Waitress va començar les preestrenes al American Repertory Theatre de Cambridge, Massachusetts, el 2 d'agost de 2015, abans de l'estrena oficial el 19 d'agost de 2015, per una durada limitada al 27 de setembre de 2015. Les entrades per a la producció es van esgotar. L'espectacle va ser dirigit per Diane Paulus, amb coreografia de Chase Brock, escenografia de Scott Pask, disseny de vestuari de Suttirat Anne Larlarb, disseny d'il·luminació de Kenneth Posner, direcció musical de Nadia DiGiallonardo i so. de Jonathan Deans. El repartiment va comptar amb Jessie Mueller com Jenna, Drew Gehling com Jim, Joe Tippett com Earl, Jeanna de Waal com Dawn, Keala Settle com Becky, Dakin Matthews com Joe, Jeremy Morse com Ogie, i Eric Anderson com Cal.

### Broadway (2016–2020)
Les preestrenes de Broadway van començar el 25 de març de 2016 al Brooks Atkinson Theatre, amb l'estrena oficial el 24 d'abril, just a temps per a la data de tall del premi Tony del 28 d'abril. Lorin Latarro substituir Brock com a coreògraf i Christopher Akerlind substituí a Posner com a dissenyador d'il·luminació. Per a la producció de Broadway, es van reescriure elements del llibre, es va desenvolupar una nova coreografia i una nova cançó escrita per Bareilles. El forner de Manhattan Stacy Donnelly i el propietari de la petita empresa Dawn Mayo de Everythingdawn Butlles Candats & Treat van ser contractats per garantir que les escenes de cocció fossin realistes. Donnelly va ensenyar al repartiment com treballar i enrotllar la massa empanada, ja que el paper de Jenna requeria que Mueller fes els ous, tamisés la farina i enrotllés la massa als escenaris. Mayo va crear tots els accessoris utilitzats en el programa. Al Roker va interpretar el paper de "Joe" dues vegades des del 2018.
Per ajudar a submergir el públic, els pastissos reals s'escalfen quan entren al teatre, creant l'aroma d'una pastisseria; es venen llesques de pastís. Entre els canvis de repartiment van incloure Nick Cordero que va assumir el paper de Earl, Kimiko Glenn com Dawn, i Christopher Fitzgerald, que van participar al taller de Nova York, com Ogie. Durant les preestrenes, la producció va establir un nou rècord de taquilla per a una única actuació al Brooks Atkinson Theatre, amb un import de 145.532 dòlars. La producció havia requerit una inversió inicial de 12 milions de dòlars. Durant una aturada tècnica en una interpretació prèvia, la compositora i lletrista Sara Bareilles va interpretar dues cançons, incloent "Down at the Diner", prèviament eliminada de la producció.
Waitressva fer història a Broadway amb els quatre millors llocs creatius d'un programa emplenat per dones (Bareilles, Nelson, Latarro i Paulus). A més, el dissenyador de vestuari i el director musical eren dones. Bareilles va dir que està orgullosa de formar part d'un equip completament femení: "És molt divertit ser un exemple de la manera de semblar. Som un grup de dones que estan profundament compromeses a trobar una manera de construir. una visió unificada." Només el musical Runaways de 1978 tenia una història similar, amb el llibre, música, lletres, coreografia i direcció de tot per Elizabeth Swados.
La producció va tancar el 5 de gener de 2020 després de 33 prèvies i 1.544 actuacions habituals.

### Gires nacionals dels Estats Units (2017 – actualitat
Una gira nacional dels Estats Units va començar a Playhouse Square a Cleveland el 20 d'octubre de 2017. Aquesta producció es va tancar el 18 d'agost de 2019 i està prevista que una gira que Non-Equity s'obri el 12 de novembre de 2019 i continuï fins al 28 de juny de 2020.

### West End 2019-2020
La producció es va estrenar al West End de Londres el 8 de febrer de 2019 (preestrenes) al Adelphi Theatre i va comptar amb Katharine McPhee com Jenna, que abans havia interpretat el paper a Broadway, i Jack McBrayer com a Ogie. Lucie Jones assumir el paper de Jenna el 17 de juny de 2019. Desi Oakley va tornar a la programació a Londres com a Jenna després de interpretar el paper a la gira nord-americana durant dues setmanes. període que va començar el 13 de gener. Va ser quan Jones i les seves suplents, Sarah O'Connor i Olivia Moore, estaven malaltes i, per tant, no van poder actuar. Bareilles i Gavin Creel es van reunir a Londres el 28 de gener de 2020. Tot i que tenien un compromís de vuit setmanes, van marxar de Londres després de la seva actuació el 14 de març a causa de les restriccions de viatge imposades durant la pandèmia de coronavirus del 2019-2020 .
La producció estava prevista per acabar el 4 de juliol del 2020, però es va tancar el 14 de març, quan els teatres del West End es van tancar a causa de la pandèmia de coronavirus; els productors van anunciar més tard que l'espectacle no es tornarà a obrir. Jones havia de tornar després de la marxa de Bareille.

### Produccions internacionals
La primera producció internacional, produïda per Atlantis Theatrical, va estrenar-se el novembre de 2018 a l'Auditori Carlos P. Romulo de Manila, Filipines, amb Joanna Ampil com a Jenna.
Una producció en llengua espanyola (Camarera traduïda localment) va estrenar-se a Buenos Aires, Argentina, al Teatre Metropolità Sura el 17 d'abril de 2019 i va presentar a Josefina Scaglione, candidata al premi Tony per al revival de Broadway de West Side Story 2009, com a Jenna (traduïda localment a Gina). La producció es va tancar el 4 d'agost de 2019.

## Sinopsi

### Acte I
Jenna és una cambrera i experta en pastisseria de forner al Joe's Diner al sud dels Estats Units que imagina situacions difícils com a ingredients de pastís ("What's Inside").. Comença un altre dia al diner amb el seu cap Cal i les cambreres Becky i Dawn ("Opening Up"). Després de gairebé desmaiar-se, Becky i Dawn la convencen perquè es faci una prova d'embaràs que, per la desgràcia de Jenna, és positiu a causa d'una nit borratxera amb el seu marit maltractador, Earl ("The Negative"). Earl arriba al restaurant i suggereix que pot deixar a Jenna a abandonar la seva passió per la cuina. Ell pren els consells que ha guanyat per treballar fins ara aquell dia. Ella decideix no parlar-li de l'embaràs i recorda la seva difunta mare, que també va trobar consolació d'un matrimoni infeliç a la cuina ("What Baking Can Do").
A la consulta del ginecòleg, Jenna és maltractada per altres dones embarassades ("Club Knocked Up") i coneix el doctor Jim Pomatter, un nou metge de Connecticut. Jenna explica que no vol que el seu nadó, però que el tindrà, i deixa al doctor Pomatter amb un pastís de merenga de sirena, que, malgrat que està sense sucre, en menja i li encanta ("Pomatter Pie").
L'embaràs de Jenna arriba a arribar a Joe, el propietari de la cuina del menjador, qui suggereix que participi en un concurs local de pastisseria amb un gran premi que li permetria abandonar del seu marit. Dawn ha provat cites en línia, però està espantat del que podria passar ("When He Sees Me").
Jenna topa amb el doctor Pomatter a la parada d'autobús. Ell complimenta el seu pastís, dient que podria "guanyar concursos i cintes i coses" ("It Only Takes a Taste"). Jenna arriba a casa per descobrir que Earl ha estat acomiadat. Ell la vexa i la seva ira gairebé es torna física fins que ella confessa que està embarassada. Ell li fa la promesa de no estimar el nadó més que ell ("You will Still Be Mine"). Jenna li explica a Dawn i Becky el seu pla per participar al concurs de pastissos i utilitzar els guanys per deixar Earl per a una nova vida amb el nadó. Les tres cambreres veuen a l'abast els seus somnis d'una vida millor ("A Soft Place to Land"). Jenna comença a donar a Earl només la meitat dels seus guanys, amagant l'altra meitat al voltant de la casa per tal d'estalviar per participar al concurs de pastissos.
La cita de Dawn, Ogie visita el restaurant i insisteix que coneix millor Dawn ("Never Ever Getting Rid of Me"). Dawn i Ogie s'adonen que tots dos gaudeixen de les representacions de la Revolució Americana i la quantitat de coses que tenen en comú. Jenna té una cita amb la doctora Pomatter, on ella li fa un petó impulsivament. Tot i que tots dos estan casats, decideixen escapar de la seva frustrant vida i fer sexe al seu despatx ("Bad Idea").

### Acte II
Després de la seva prova, Jenna descobreix que Becky i Cal s'ho fan al restaurant. La casada Becky té vergonya de rendir-se a la passió ("I Didn't Plan It"). Jenna i el doctor Pomatter continuen la seva aventura, com fan Becky i Cal, i Dawn i Ogie ("Bad Idea (Reprise)"). Jenna es pregunta si la seva aventura és un error, però el doctor Pomatter la tranquil·litza. Comença a escriure una nota mental al seu nadó ("You Matter To Me").
Passen diversos mesos i Dawn i Ogie es casen ("I Love You Like a Table"). A la festa, Jenna pregunta si Cal, malgrat la seva aventura, és realment feliç; ell respon que està "prou feliç". Joe li explica a Jenna les seves sinceres esperances per a ella ("Take it from an Old man"). Earl arrossega a Jenna cap a casa i descobreix els diners que ha amagat. Ella li diu que ha estat estalviant per al nadó, però Earl marxa amb els diners ("Dear Baby"). Jenna es descompon, lamentant el seu perdut control sobre la seva vida ("She Used To Be Mine").
Jenna es dedica al treball ("Contraction Ballet"). Veu a Joe a l'hospital en el seu camí cap a la cirurgia; sabent que mor, li dona un sobre per a que l'obri més tard. Earl, Becky i Dawn, i fins i tot l'esposa del doctor Pomatter, que és resident a l'hospital, s'amunteguen a la sala d'entrega, i Jenna plora d'angoixa, donant a llum en la foscor. Ella nomena la seva filla Lulu. Earl li recorda la seva promesa de no estimar Lulu més que ell, i finalment Jenna li diu que vol divorciar-se. Ell reacciona malament, i ella jura que l'atropellin si mai el torna a veure. El doctor Pomatter visita Jenna sola a la seva habitació, però Jenna rebutja el petó. Dient que no vol quedar-se "prou feliç", posa fi a l'aventura. Com a gràcies pel seu impacte positiu en la seva vida, ella li dona un pastís de lluna. Jenna comenta el seu canvi de perspectiva amb Lulu a la seva vida ("Everything Changes").
Jenna obre la nota de Joe per descobrir que li ha deixat el restaurant, demanant-li que nomeni un pastís amb el seu nom. Uns anys més tard, el restaurant ha estat recristel·lat "Lulu's Pies" i Jenna, la propietària i cap de cuina, es mostra contenta que la seva vida hagi girat finalment ("Opening Up (Finale)").

## Música
Waitress presenta una partitura original, amb música i lletra de la cantautora nord-americana songwriter Sara Bareilles. Nadia DiGiallonardo va orquestrar l'espectacle i va dirigir l'orquestra original de Broadway. El musical utilitza una orquestra de sis membres formada per teclat, piano, violoncel, guitarra, baix i bateria. A més dels números musicals de l'espectacle, Bareilles també va gravar el missatge "apagar el mòbil", reescrivint part de la seva cançó original "Cassiopeia".

### Números musicals
Producció de Broadway 2016
| Acte I - "What's Inside" – Jenna i Companyia - "Opening Up" – Jenna, Becky, Dawn, Cal i Companyia - "The Negative" – Becky, Dawn i Jenna - "What Baking Can Do" – Jenna i Companyia - "Club Knocked Up" – Nurse Norma I Embarassades - "Pomatter Pie" – Band † - "When He Sees Me" – Dawn i Companyia - "It Only Takes a Taste" – Dr. Pomatter i Jenna - "You Will Still Be Mine" – Earl i Jenna - "A Soft Place to Land" – Jenna, Becky i Dawn - "Never Ever Getting Rid of Me" – Ogie, Dawn i Companyia - "Bad Idea" – Jenna, Dr. Pomatter i Companyia | Acte II - "I Didn't Plan It" – Becky - "Bad Idea" (Reprise) – Jenna, Dr. Pomatter, Becky, Cal, Dawn, Ogie i Companyia - "You Matter to Me" – Dr. Pomatter i Jenna - "I Love You Like a Table" – Ogie, Dawn, Preist i Companyia - "Take It From an Old Man/Ma'am" – Joe/Josie i Companyia ‡ - "Dear Baby" – Jenna † - "She Used to Be Mine" – Jenna - "Contraction Ballet" – Jenna i Companyia † - "What's Inside (Reprise)" – Companyia †* - "Everything Changes" – Jenna, Becky, Dawn i Companyia - "Opening Up" (Finale) – Companyia |

† No inclosa al Broadway Playbill original.
* No inclosa a l'enregistrament del repartiment original de Broadway.
‡ Quan June Squibb va entrar al repartiment de Waitress a Broadway el 2018, se li va anunciar que interpretaria "Josie" (el nom de personatge modificat per gènere de "Joe"). A canvi, el títol de la cançó i tots els usos freqüents de la paraula "Man" es van canviar a "Ma'am" per la seva actuació.

### Enregistraments
Bareilles va gravar el seu cinquè àlbum d'estudi, What's Inside: Songs from Waitress, amb cançons del musical. Va ser llançat a través de Epic Records el 6 de novembre de 2015. L'àlbum va debutar al número deu de la llista Billboard 200 amb 30.000 unitats (entre àlbums venuts físicament, descàrregues i audicions en streaming) en la seva primera setmana de llançament, donant a Barellies el seu cinquè àlbum top ten. El senzill principal de l'àlbum, " She Used to Be Mine ", va ser llançat digitalment el 25 de setembre de 2015. Parlant sobre el llançament de l'àlbum, Bareilles va afirmar que la seva decisió de gravar un àlbum de les cançons va ser perquè "em va resultar impossible imaginar-me lliurar les cançons a l'espectacle abans de trobar de manera egoista una manera de cantar-les jo".
La gravació de repartiment original de Broadway es va publicar com a descàrrega digital el 3 de juny, i el llançament físic va seguir l'1 de juliol de 2016. L'àlbum va ser produït per Bareilles amb Neal Avron i gravat per DMI Soundtracks.

## Repartiments
Els personatges i els repartiments originals:
| Personatge       | Broadway (2016)            | 1a gira per Estats Units (2017)  | West End (2019)                  |
| ---------------- | -------------------------- | -------------------------------- | -------------------------------- |
| Jenna Hunterson  | Jessie Mueller             | Desi Oakley                      | Katharine McPhee                 |
| Dr. Jim Pomatter | Drew Gehling               | Bryan Fenkart                    | David Hunter                     |
| Earl Hunterson   | Nick Cordero               | Nick Bailey                      | Peter Hannah                     |
| Becky            | Keala Settle               | Charity Angél Dawson             | Marisha Wallace                  |
| Dawn             | Kimiko Glenn               | Lenne Klingaman                  | Laura Baldwin                    |
| Joe/Josie        | Dakin Matthews             | Larry Marshall                   | Shaun Prendergast                |
| Ogie Anhorn      | Christopher Fitzgerald     | Jeremy Morse                     | Jack McBrayer                    |
| Cal              | Eric Anderson              | Ryan G. Dunkin                   | Stephen Leask                    |
| Nurse Norma      | Charity Angél Dawson       | Maiesha McQueen                  | Kelly Agbowu                     |
| Lulu Hunterson   | Claire Keane McKenna Keane | Harper Schmid Meredith Wakefield | Fifi Christophers Arabella Duffy |

### Substitucions remarcables a Broadway
- Jenna Hunterson: Sara Bareilles, Betsy Wolfe, Katharine McPhee, Nicolette Robinson, Shoshana Bean, Jordin Sparks
- Dr. Jim Pomatter: Chris Diamantopoulos, Jason Mraz,[57] Erich Bergen, Gavin Creel,[58] Joey McIntyre,[59] Jeremy Jordan,[60] Mark Evans[61]
- Earl Hunterson: Will Swenson, Joe Tippett
- Dawn: Jenna Ushkowitz, Katie Lowes, Colleen Ballinger[62]
- Joe/Josie: John Cullum, Bill Nolte, Lee Wilkof, Al Roker,[63] June Squibb,[64] Larry Marshall
- Ogie: Alex Wyse, Eddie Jemison (reprising his role from the film), Noah Galvin, Todrick Hall

* June Squibb és la única dona que ha interpretat Joe/Josie a una producció professional del show.

### Substitucions remarcables al West End
- Jenna Hunterson: Lucie Jones, Sara Bareilles
- Dr. Jim Pomatter: Gavin Creel
- Dawn: Ashley Roberts, Hannah Tointon, Evelyn Hoskins
- Ogie: Blake Harrison, Joe Sugg

## Resposta crítica
L'espectacle va recopilar crítiques generalment mixtes a positives en ambdues tirades. Frank Rizzo, revisant la producció de Boston per a Variety, va escriure: "... fer Earl tan implacablement horrible fa que la incapacitat de Jenna de deixar-lo no només indecís, sinó alguna cosa més preocupant ... Mentrestant, hi ha poques proves perquè el bon metge sigui el company perdut de Jenna. Malgrat el seu amorós taulell de nit, ... L'actuació de Mueller transcendeix les imperfeccions de l'espectacle. És divertida, fràgil i simpàtica. un flux fluït i fàcil i una veracitat natural a les actuacions. "
Per a la producció de Broadway, molts crítics van trobar que la puntuació de Bareilles i la interpretació de Mueller van ser els millors moments de la sèrie. Charles Isherwood, de The New York Times, va fer una crítica mixta del programa, però va titllar de la interpretació de Mueller "un punt àlgid de la temporada de Broadway". Time Out Nova York va donar a la producció quatre estrelles i va dir que "... Waitress  té una excel·lent relació entre dolç i tart; personatges de suport que proporcionen cruesa (propietari de la botiga grumosa de Dakin Matthews) i flaquesa (admirador amant de Christopher Fitzgerald d'una altra cambrera) i la posada en escena a la perfecció de Diane Paulus. Tot el plat és, si us plau, perdoneu-me, amor a la primera mossegada." David Rooney de The Hollywood Reporter dir que "... el material està ancorat a cada pas per la melòdica partitura pop de Bareilles i per la seva interpretació supremament natural de Mueller com a Jenna. Si bé els personatges de fons que l'envolten poden ser familiars, són un grup fantàstic que interpreten intèrprets brillants. . .."

## Premis i nominacions

### Producció original de Broadway
| Any  | Premi                      | Categoria                                                   | Nominat                                                     | Resultat  | Ref    |
| ---- | -------------------------- | ----------------------------------------------------------- | ----------------------------------------------------------- | --------- | ------ |
| 2016 | Premi Tony                 | Millor musical                                              | Millor musical                                              | Nominat   | [ 69 ] |
| 2016 | Premi Tony                 | Millor banda sonora                                         | Sara Bareilles                                              | Nominat   | [ 69 ] |
| 2016 | Premi Tony                 | Millor actriu protagonista de musical                       | Jessie Mueller                                              | Nominat   | [ 69 ] |
| 2016 | Premi Tony                 | Millor actor de repartiment de musical                      | Christopher Fitzgerald                                      | Nominat   | [ 69 ] |
| 2016 | Premi Drama Desk Award     | Musical excepcional                                         | Musical excepcional                                         | Nominat   | [ 70 ] |
| 2016 | Premi Drama Desk Award     | Actriu destacada en un musical                              | Jessie Mueller                                              | Nominat   | [ 70 ] |
| 2016 | Premi Drama Desk Award     | Actor de repartiment destacat en un musical                 | Christopher Fitzgerald                                      | Guanyador | [ 70 ] |
| 2016 | Premi Drama Desk Award     | Llibret destacat d'un musical                               | Jessie Nelson                                               | Nominat   | [ 70 ] |
| 2016 | Premi Drama Desk Award     | Música destacada                                            | Sara Bareilles                                              | Nominat   | [ 70 ] |
| 2016 | Premi Drama Desk Award     | Lletres destacades                                          | Sara Bareilles                                              | Nominat   | [ 70 ] |
| 2016 | Premi Drama League         | Producció destacada d'un musical de Broadway o Off-Broadway | Producció destacada d'un musical de Broadway o Off-Broadway | Nominat   | [ 71 ] |
| 2016 | Premi Drama League         | Premi d'actuació distingida                                 | Jessie Mueller                                              | Nominat   | [ 71 ] |
| 2016 | Premi Outer Critics Circle | Musical Nou de Broadway Destacat                            | Musical Nou de Broadway Destacat                            | Nominat   | [ 72 ] |
| 2016 | Premi Outer Critics Circle | Actriu destacada en un musical                              | Jessie Mueller                                              | Nominat   | [ 72 ] |
| 2016 | Premi Outer Critics Circle | Actor de repartiment destacat en un musical                 | Christopher Fitzgerald                                      | Guanyador | [ 72 ] |
| 2016 | Premi Outer Critics Circle | Banda Sonora destacada (Broadway o off-Broadway)            | Sara Bareilles                                              | Nominat   | [ 72 ] |
| 2017 | Premi Grammy               | Millor àlbum de teatre musical                              | Millor àlbum de teatre musical                              | Nominat   | [ 73 ] |

### Producció original del West End
| Any  | Premi                  | Categoria                                 | Nominat | Resultat |
| ---- | ---------------------- | ----------------------------------------- | --- | -------- |
| 2020 | Premi Laurence Olivier | Millor Musical                            | Millor Musical | Nominat  |
| 2020 | Premi Laurence Olivier | Partitura original o noves orquestracions | Sara Bareilles\|style="background:#ffbbbb; color: black; text-align: center; vertical-align: middle;" class="table-no2"\| Nominada |          |